# شورة ناب (ورغاهان)
شورة ناب (بالفارسية: شوره‌ناب) هي منطقة سكنية تقع في إيران في قسم ورغاهان الریفي. يقدر عدد سكانها بـ 77 نسمة .